# شادي جميل
شادي جميل (22 سيبتمبر 1955 - ) مطرب سوري من مدينة حلب. ولد في مدينة حلب و انتسب إلى نقابة الفنانين في كانون الأول عام 1983.
يعتبر شادي جميل من فئة مغني الطرب العربي الأصيل حيث يمتاز بخامة صوت مميزة ورائعة، أتقن وأبدع بغناء القدود الحلبية، كما وأنه يعتبر من عمالقة الفن والطرب في الوطن العربي.
منذ نعومة أظفاره نهل من الكنيسة أصول الغناء والتراتيل، وفي المرحلة الابتدائية اهتم كثيراً بالموشحات الأندلسية، ثم انتسب إلى المركز الثقافي في مدينة حلب، وهناك تتلمذ على يد كبار الاساتذة، منهم: بهجت سليمان، والشيخ نديم الدرويش، وتعلم على رقص السماح و«السولفيج»، وحمل كل ذلك في صوته الرائع نحو أرجاء العالم، مؤكداً أن هذا النوع من الفن لا يمكن أن يتقنه إلا ابن حلب..
تعاون الفنان شادي جميل مع عدد كبير من المؤلفين من أمثال : صفوح شغالة، محمد البابا، وميشال جحا. أما الملحنون فمنهم جوزيف جحا، فتحي الجراح، جورج مردبسيان وإيلي شويري.

## وصلات خارجية
سيريا نيوز حوار مع المطرب شادي جميل 